# Manuel Baixauli
Manuel Baixauli Mateu (Sueca, 2 ottobre 1963) è uno scrittore spagnolo, originario della Comunità Valenzana.

## Biografia
Nel 1998 ha pubblicato la raccolta di racconti Espiral, cui è seguito il romanzo Verso.
Ha vinto nel 2006 il Premio Mallorca, nel 2007 il Premio Salambó con L'home manuscrit (tradotto in Italia con il titolo di L'uomo manoscritto), nel 2008 il Premio Nacional de la Crítica Catalana e il Premio de la Crítica dels Escriptors Valencians e nel 2014 il Premio Joan Crexells.
Nel 2020 ha vinto il Premio Llibreter de Literatura catalana con Ignot.